# Waldenbuch
Waldenbuch település Németországban, azon belül Baden-Württembergben. Lakosainak száma 8796 fő (2023. december 31.).

## Népesség
A település népessége az elmúlt években az alábbi módon változott:
| Lakosok száma | 4535 | 5008 | 6553 | 7320 | 7447 | 8169 | 8727 | 8588 | 8476 | 8796 |
|               | 1961 | 1967 | 1974 | 1980 | 1987 | 1993 | 2000 | 2006 | 2013 | 2023 |